# Duga (Štimlje)
Pour les articles homonymes, voir Duga.
Dugë en albanais et Duga en serbe latin (en serbe cyrillique : Дуга) est une localité du Kosovo située dans la commune de Shtime/Štimlje, district de Ferizaj/Uroševac (Kosovo) ou district de Kosovo. Selon le recensement kosovar de 2011, elle ne compte plus aucun habitant.

## Démographie

### Évolution historique de la population dans la localité
| 1948 | 1953 | 1961 | 1971 | 1981 | 1991 | 2011 |
| ---- | ---- | ---- | ---- | ---- | ---- | ---- |
| 123  | 121  | 113  | 130  | 146  | 157  | 0    |

|  |